# Alfonso Vera Quintero
Alfonso Vera Quintero (El Aaiún, Sàhara Occidental, 24 de novembre de 1973) és un exfutbolista espanyol, que ocupava la posició de migcampista.

## Trajectòria[1]
El 1993 s'incorpora al Reial Madrid, però no passa de l'equip C abans de jugar per altres equips modestos, com el CD Manchego (94/95) i el CDC Carabanchel (95/97). L'estiu de 1997 fitxa pel Deportivo Alavés, amb qui debuta a la Segona Divisió. La temporada 97/98 juga 31 partits amb els bascos i aconsegueix l'ascens de categoria.
Debuta, doncs, en primera divisió, amb l'Alavés la temporada 98/99, tot i que només juga 16 partits. A l'any següent s'incorpora al CA Osasuna, amb qui li succeeix quelcom semblant: titular en Segona Divisió, ascens a Primera i suplent a la màxima categoria, encara que amb els navarresos gaudiria de minuts.
No en tindra tant en la seua etapa al Sevilla FC (01/03) i al Ciudad de Murcia (03/04). La temporada 04/05 fitxa pel Nàstic de Tarragona, amb qui assoleix un tercer ascens el 2006. Però, mai s'acaba de trobar un lloc al planter català, fins al punt que passa dos anys pràcticament en blanc.
Des del 2007 juga amb el Vélez, un modest equip andalús.